# Fujiwara no Takatō
Fujiwara no Takatō (藤原高遠; 949 – 16 giugno 1013) è stato un poeta giapponese waka, cortigiano e musicista del medio periodo Heian.
Suo padre era Fujiwara no Tadatoshi e suo nonno era Fujiwara no Saneyori. Sua madre era la figlia di Fujiwara no Korefumi. Fujiwara no Sanesuke era suo fratello minore. Il suo nome è incluso nell'elenco antologico Chūko Sanjūrokkasen.

## Biografia
Fu nominato Jugoi nel 964 e ciambellano nel 967.  Nel 970 fu funzionario pubblico nella provincia di Ōmi, nel 971 fu promosso a Shōgoi, nel 984 shōshii e nel 986 capo del kuraryō. 
Intorno al 990 divenne jusanmi poi sangi, nel 1004 dazaifu della provincia di Tsukushi e nel 1012 shōsanmi.
Come poeta waka, ha compilato personalmente una raccolta di sue poesie chiamata Daini Takatō-shū (大弐高遠集) e ventotto delle sue poesie apparvero in varie antologie imperiali tra cui lo Shūi Wakashū.

## Aneddoto
Era maestro di fue dell'imperatore Ichijō, il suono del suo fue era così bello che gli fu conferito il grado di Sanmi (Terzo Grado)